# Anchorage, Alaska
Anchorage, denumit oficial Municipality of Anchorage (Municipalitatea Anchorage, cod FIPS, 02 - 020 și 02 - 03000) este un oraș din statul Alaska al Statelor Unite ale Americii.  Cu un număr de 282.813 locuitori ai orașului,, respectiv cu 359.180 de locuitori ai ariei metropolitane (Metropolitan Statistical Area),, Anchorage este cel mai mare oraș al statului Alaska, constituind circa 40 de procente din populația totală a acestuia. Anchorage a fost nominalizat de patru ori ca All-America City, în 1956, 1965, 1984 - 1985 și în 2002 de National Civic League.
Clima din regiune este, din cauza apropierii de ocean, mai puțin aspră ca cea din interiorul continentului. In oraș există din anul 1954 două universități, și o operă care în anul 1976 a fost închisă. La data de 27 martie 1964 un cutremur a distrus orașul, el fiind unul dintre cele mai intense cutremure din SUA.

## Persoane mai cunoscute
- Alan Alborn, schior
- Mark Begich, politician
- Brandon Dubinsky, jucător de hochei
- Matthew Carle,  jucător de hochei
- Ty Conklin, jucător de hochei
- Scott Gomez, jucător de hochei
- Jeff Pain, sportiv
- 36 Crazyfists, Metalcore-Band
- Robert Christian Hansen, ucigaș